# Freddy Dolsi
Freddy Dolsi (né le 6 janvier 1983 à San Pedro de Macorís en République dominicaine) est un lanceur droitier de baseball qui a évolué en Ligue majeure de baseball avec les Tigers de Détroit en 2008 et 2009. 

## Carrière
Freddy Dolsi est recruté comme agent libre amateur par le Tigers de Détroit le 12 mai 2003. Après cinq saisons passées en Ligues mineures, il fait ses débuts en Ligue majeure le 6 mai 2008. Sur son premier lancer au plus haut niveau, Manny Ramírez réussit un coup de circuit. Malgré cette déconvenue, Dolsi est aligné à 42 reprises par les Tigers en 2008.
Relégué en Triple-A en début de saison 2009, Dolsi est rappelé en Ligue majeure le 22 juin. Après seulement six apparitions, et deux aller-retours en Triple-A, Dolsi est réassigné à Toledo le 14 août.
Mis en ballottage par les Tigers, Dolsi est recruté par les White Sox de Chicago le 18 décembre 2009

## Statistiques
| Saison | Équipe  | G  | GS | CG | SHO | V | D | SV | IP   | SO | ERA  |
| ------ | ------- | -- | -- | -- | --- | - | - | -- | ---- | -- | ---- |
| 2008   | Détroit | 42 | 0  | 0  | 0   | 2 | 1 | 5  | 47.2 | 29 | 3,97 |
| 2009   | Détroit | 6  | 0  | 0  | 0   | 0 | 1 | 0  | 10.2 | 3  | 1,69 |
| Totaux | Totaux  | 48 | 0  | 0  | 0   | 2 | 2 | 5  | 58.1 | 32 | 3,55 |

Note : G = Matches joués ; GS = Matches comme lanceur partant ; CG = Matches complets ; SHO = Blanchissages ; 
V = Victoires ; D = Défaites ; SV = Sauvetages ; IP = Manches lancées ; SO = Retraits sur des prises ; ERA = Moyenne de points mérités.